# Andreas Anthon Frederik Schumacher
Andreas Anthon Frederik Schumacher (22. februar 1782 i Segeberg – 3. januar 1823 i København) var en dansk officer. Han var søn af amtmand Andreas Schumacher og far til C.A. Schumacher.
Som frikorporal blev Schumacher 1803 fændrik i Oldenborgske Infanteriregiment og 1804 sekondløjtnant, men samme år overgik han til Ingeniørkorpset. 1809 blev Schumacher premierløjtnant og adjoint i Generalstaben, 1812 kaptajn og divisionsadjudant. Under sin tjeneste i kongens «Hovedkvarter» syslede han med skytskonstruktioner. Nye modeller af orgelskyts dukkede dengang kun frem med mellemrum, således da Schumacher 1807 foreslog sine "raketter", hvor den bevægende kraft blev leveret af selve projektilet, og som, anbragte i et orgelstel, i kort tid kunne præstere et betydeligt skudantal.
Frederik VI interesserede sig for denne opfindelse, oprettede en raketfabrik under Schumacher (1812) og senere et raketkorps med Schumacher som chef (1816), men både skytset og korpset forsvandt uden anvendelse under alvorlige forhold. Schumacher skal også have konstrueret et skyts, der lignede espingolerne, som blev anvendte i de slesvigske krige, men næppe havde mere end moralsk virkning. Schumacher, som 1814 var blevet kammerjunker, døde allerede 3. januar 1823 i Kjøbenhavn.
Han havde ægtet Elisabeth Cathrine Svendsen (12. marts 1781 – 13. oktober 1838), datter af inspektør ved Klasselotteriet Peter Nic. Svendsen og Maria født Poulson. Efter dette ægteskabs opløsning giftede Schumacher sig 1817 med Karen Marie Tscherning (18. september 1794 – 2. oktober 1858), datter af oberst Eilert Tscherning.